# کابل حفاظدار

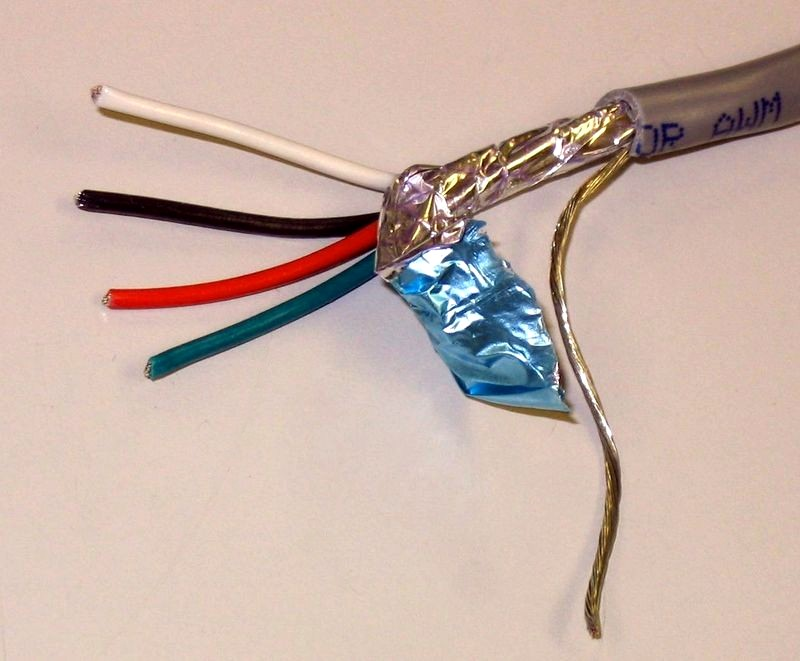
کابل حفاظدار چهار-رسانا با محافظ فویل فلزی و سیم تخلیه.

کابل کواکسیال

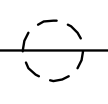
نماد الکترونیکی برای سیم حفاظ‌دار

کابل حفاظ‌دار یا کابل سپردار یا کابل شیلددار (به انگلیسی: shielded cable) یک کابل الکتریکی از یک یا چند رسانای عایق‌شده است که توسط یک لایه رسانا مشترک محصور شده‌است. محافظ یا شیلد یا سپر ممکن است از رشته‌های بافته‌شده مسی (یا فلزات دیگر مانند آلومینیوم)، یک سیم‌پیچ مارپیچی غیربافته از نوار مسی یا لایه‌ای از پلیمر رسانا تشکیل شده باشد. معمولاً این سپر با یک غلاف پوشیده می‌شود.
شیلد به عنوان یک قفس فارادی عمل می‌کند تا نویز الکتریکی از اثرگذاری بر این سیگنال‌ها را کاهش دهد و تابش الکترومغناطیسی را که ممکن است با دستگاه‌های دیگر تداخل ایجاد کند را کاهش می‌دهد (به تداخل الکترومغناطیسی مراجعه کنید). سپر نویز تزویج‌شده خازنی از دیگر منابع الکتریکی را به کمینه می‌رساند. سپر باید به زمین متصل شود تا مؤثر باشد. سپر باید از نظر الکتریکی پیوسته باشد تا اثربخشی به حداکثر برسد، که شامل اتصال کابل‌ها می‌شود.
در کابل‌های سیگنال حفاظ‌دار، حفاظ ممکن است به عنوان مسیر برگشت سیگنال عمل کند، یا ممکن است فقط به عنوان سپر عمل کند.
شیلد سیم کنترل  عمدتاً از مواد غیر مغناطیسی مانند مس و آلومینیوم ساخته شده است (بهتر است مس باشد) و ضخامت آن بسیار نازک است. اثر لایه محافظ عمدتاً به دلیل انعکاس میدان الکتریکی و میدان مغناطیسی توسط خود بدنه فلزی نیست، بلکه ناشی از جذب است و اشکال مختلف زمین به طور مستقیم بر اثر محافظ تأثیر می گذارد.شیلد به طور موثر از ورود تداخل الکترومغناطیسی خارجی به کابل جلوگیری می کند و همچنین از تابش سیگنال داخلی به بیرون جلوگیری می کند و در کار سایر تجهیزات اختلال ایجاد می کند.
کابل‌های برق فشار قوی با عایق جامد برای محافظت از عایق کابل، افراد و تجهیزات محافظت می‌شوند.
کابل کواکسیال نوعی خط انتقال حفاظدار است.

## ساختار کابل افشان شیلددار
هادی پیچیده شده توسط سیم کنترل محافظ، لایه محافظ نامیده می شود که به طور کلی پارچه رسانا، مش مسی بافته شده یا فویل مس (آلومینیوم) است. 
معمولی: لایه عایق + لایه محافظ + سیم. 
پیشرفته: لایه عایق + لایه محافظ + سیم سیگنال + لایه محافظ سیم زمین. 

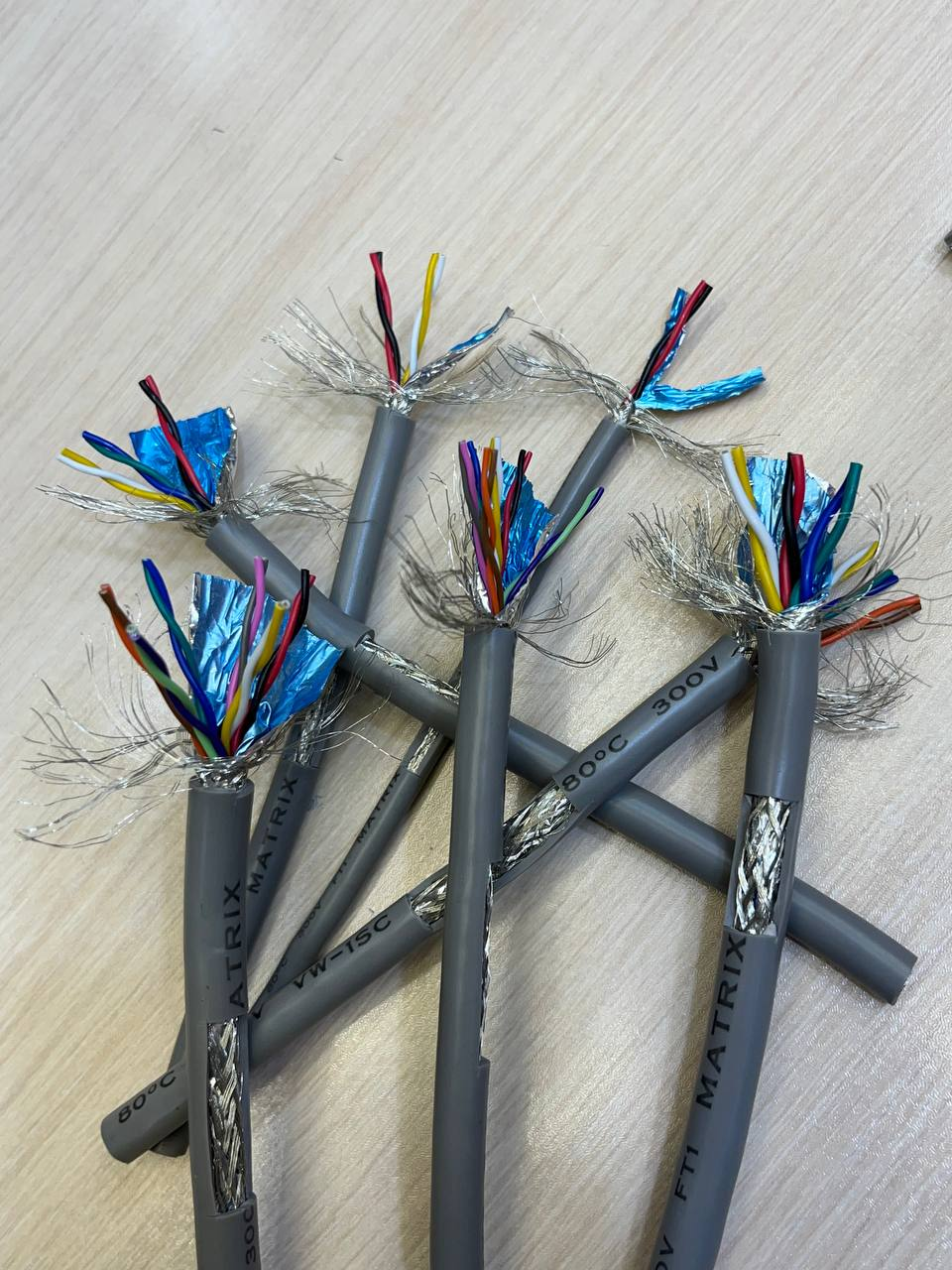

لایه محافظ سیم کنترل شیلددار معمولاً نیاز به زمین دارد. عملکرد سیم کنترل محافظ این است که منبع نویز میدان الکترومغناطیسی را از تجهیزات حساس جدا کرده و مسیر انتشار منبع نویز را قطع کند.محافظ به دو دسته محافظ فعال و محافظ غیرفعال تقسیم می شود. محافظ فعال برای جلوگیری از تابش منابع نویز به بیرون است و از منابع نویز محافظت می کند.
محافظ غیرفعال برای جلوگیری از تداخل تجهیزات حساس توسط منابع نویز است و از تجهیزات حساس محافظت می کند. لایه محافظ سیم کنترل شیلددار مجاز به اتصال به چند نقطه نیست، زیرا نقاط مختلف زمین همیشه متفاوت هستند و در هر نقطه اختلاف پتانسیل وجود دارد. مانند اتصال زمین چند نقطه ای، تشکیل جریان در لایه محافظ، نه تنها نقش محافظ را ایفا نمی کند، بلکه باعث ایجاد تداخل می شود، به خصوص در مواقعی که مبدل فرکانس زیاد استفاده می شود، تداخل دارای مرتبه های مختلف  است.
شیلد به طور موثر از ورود تداخل الکترومغناطیسی خارجی به کابل جلوگیری می کند و همچنین از تابش سیگنال داخلی به بیرون جلوگیری می کند و از ایجاد تداخل در تجهیزات الکترونیکی دیگر جلوگیری می کند.

## جنس هادی کابل شیلددار
هادی در مرکز هر سیم یا کابلی قرار دارد و بیشتر از فلز ساخته شده است. با این حال، برخی از فلزات رسانایی بیشتری نسبت به سایرین دارند. مس و آلیاژهای با استحکام بالا مواد اصلی هستند که در مرکز سیم و کابل خود خواهید یافت.
هر کدام از این فلزات دارای خواص و سطوح رسانایی متفاوتی هستند، بنابراین مهم است که بدانید چگونه می توانند روی کابل یا سیم کشی بعدی شما تأثیر بگذارند.جنس هادی کابل شیلددار بهتر است  از مس یا مس قلع اندود باشد. البته تعدادی از تولید کنندگان از مسوار یا CCA(آلیاژ مس و آلومینیوم) در تولید استفاده می کنند که موجب افت کیفیت می شود. 
هادی های مسی می توانند الکتریسیته را به طور موثر انتقال دهند و  ارزان و همه کاره هستند. مس خالص بیشتر مورد استفاده قرار می گیرد، اما هادی های مسی را نیز می توان برای بهبود عملکرد، قلع یا روکش نقره کرد.
فولاد نیز یکی از انتخاب های رایج مواد هادی است. با این حال، فولاد به اندازه مس رایج نیست، زیرا فولاد رسانای الکتریسیته نیست. کاربردهای رایج هادی فولادی، استفاده از فولاد با روکش مسی برای اتصال به زمین یا زمانی که یک برنامه به سیم کشی با مقاومت مکانیکی استثنایی نیاز دارد، می باشد.
هادی ها را می توان برای بهبود مقاومت در برابر آب، افزایش رسانایی و لحیم کاری آسان قلع کرد. هادی های قلع دار گران تر از هادی های فلزی خالص هستند، اما می توانند تا ده برابر بیشتر از هادی های غیر قلع شده دوام بیاورند. به طور کلی هادی های قلع دار در تجهیزات الکتریکی و الکترونیکی در طیف گسترده ای از صنایع استفاده می شود. انواع مختلفی از قلع سازی برای رفع نیازهای مختلف و کاربردهای مختلف طراحی شده است.